# Ophiothrix spiculata
Ophiothrix spiculata är en ormstjärneart som beskrevs av John Lawrence LeConte 1851. Ophiothrix spiculata ingår i släktet Ophiothrix och familjen Ophiothrichidae. Inga underarter finns listade i Catalogue of Life.